# Coppa Davis 2024 - Qualificazioni
Le qualificazioni alle finali sono stati i principali spareggi nella Coppa Davis 2024. Le dodici nazioni vincitrici si sono qualificate per le finali, mentre quelle perdenti hanno preso parte al Gruppo I mondiale. Gli incontri si sono disputati tra il 2 e il 4 febbraio 2024. Il sorteggio si è svolto il 26 novembre 2023 a Malaga, in Spagna.

## Squadre partecipanti
Ventiquattro squadre giocheranno per dodici posti alla Fase finale.
Queste 24 squadre sono:
1. 12 squadre classificate dal 3º al 16º posto nelle finali della Coppa Davis 2023, eccetto le 2 wild card.
2. 12 squadre vincitrici del Gruppo Mondiale I.

Tra parentesi la posizione occupata nella classifica a squadre di Coppa Davis il 27 novembre 2023.
Teste di serie
- Canada (2ª)
- Serbia (5ª)
- Croazia (6ª)
- Germania (8ª)
- Paesi Bassi (9ª)
- Rep. Ceca (10ª)
- Stati Uniti (11ª)
- Finlandia (12ª)
- Francia (13ª)
- Kazakistan (14ª)
- Svezia (15ª)
- Cile (16ª)

Non teste di serie
- Belgio (17ª)
- Corea del Sud (18ª)
- Argentina (29ª)
- Svizzera (21ª)
- Ungheria (22ª)
- Slovacchia (23ª)
- Brasile (25ª)
- Portogallo (26ª)
- Israele (31ª)
- Taipei cinese (32ª)
- Perù (34ª)
- Ucraina (25ª)

## Sommario
In neretto le squadre classificate, tra parentesi il nº di testa di serie.
| Squadra di casa | Punteggio | Squadra ospite  | Luogo             | Stadio                                    | Superficie      |
| --------------- | --------- | --------------- | ----------------- | ----------------------------------------- | --------------- |
| Canada [1]      | 3–1       | Corea del Sud   | Montréal          | Stade IGA                                 | Cemento (i)     |
| Serbia [2]      | 0–4       | Slovacchia      | Kraljevo          | Sport Hall Ibar Kraljevo                  | Terra rossa (i) |
| Croazia [3]     | 1–3       | Belgio          | Varaždin          | Arena Varaždin                            | Cemento (i)     |
| Ungheria        | 2–3       | Germania [4]    | Tatabánya         | Tatabányai Multifunkcionális Sportcsarnok | Cemento (i)     |
| Paesi Bassi [5] | 3–2       | Svizzera        | Groninga          | MartiniPlaza                              | Cemento (i)     |
| Rep. Ceca [6]   | 4–0       | Israele         | Třinec            | Vitality Slezsko                          | Cemento (i)     |
| Ucraina         | 0–4       | Stati Uniti [7] | Vilnius, Lituania | SEB Arena                                 | Cemento (i)     |
| Finlandia [8]   | 3–1       | Portogallo      | Turku             | Gatorade Center                           | Cemento (i)     |
| Taipei cinese   | 0–4       | Francia [9]     | Taipei            | Taipei Tennis Center                      | Cemento (i)     |
| Argentina       | 3–2       | Kazakistan [10] | Rosario           | Jockey Club de Rosario                    | Terra rossa     |
| Svezia [11]     | 1–3       | Brasile         | Helsingborg       | Helsingborg Arena                         | Cemento (i)     |
| Cile [12]       | 3–2       | Perù            | Santiago del Cile | Stadio Nazionale del Cile                 | Cemento         |

## Risultati

### Canada vs. Corea del Sud
| Canada 3 | Stade IGA, Montréal, Canada 2-3 febbraio 2024 Cemento (i) | Stade IGA, Montréal, Canada 2-3 febbraio 2024 Cemento (i)    | Corea del Sud 1 |      |     |             |
| \| \| \| \| 1 \| 2 \| 3 \| \| \| - \| \| ------------------------------------------------------------ \| --- \| ---- \| --- \| ----------- \| \| 1 \| \| Gabriel Diallo Kwon Soon-woo \| 6 4 \| 6 4 \| \| \| \| 2 \| \| Vasek Pospisil Hong Seong-chan \| 6 4 \| 6 3 \| \| \| \| 3 \| \| Alexis Galarneau / Vasek Pospisil Nam Ji-sung / Song Min-kyu \| 4 6 \| 7 64 \| 3 6 \| \| \| 4 \| \| Gabriel Diallo Hong Seong-chan \| 7 5 \| 4 6 \| 6 1 \| \| \| 5 \| \| Vasek Pospisil Kwon Soon-woo \| \| \| \| non giocato \| |                                                           |                                                              |                 |      |     |             |
| |                                                           |                                                              | 1               | 2    | 3   |             |
| 1 | Canada (bandiera) · Corea del Sud (bandiera)              | Gabriel Diallo Kwon Soon-woo                                 | 6 4             | 6 4  |     |             |
| 2 | Canada (bandiera) · Corea del Sud (bandiera)              | Vasek Pospisil Hong Seong-chan                               | 6 4             | 6 3  |     |             |
| 3 | Canada (bandiera) · Corea del Sud (bandiera)              | Alexis Galarneau / Vasek Pospisil Nam Ji-sung / Song Min-kyu | 4 6             | 7 64 | 3 6 |             |
| 4 | Canada (bandiera) · Corea del Sud (bandiera)              | Gabriel Diallo Hong Seong-chan                               | 7 5             | 4 6  | 6 1 |             |
| 5 | Canada (bandiera) · Corea del Sud (bandiera)              | Vasek Pospisil Kwon Soon-woo                                 |                 |      |     | non giocato |

### Serbia vs. Slovacchia
| Serbia 0 | Sport Hall Ibar Kraljevo, Kraljevo, Serbia 2-3 febbraio 2024 Terra rossa (i) | Sport Hall Ibar Kraljevo, Kraljevo, Serbia 2-3 febbraio 2024 Terra rossa (i) | Slovacchia 4 |     |     |             |
| \| \| \| \| 1 \| 2 \| 3 \| \| \| - \| \| ----------------------------------------------------------- \| ---- \| --- \| --- \| ----------- \| \| 1 \| \| Miomir Kecmanović Lukáš Klein \| 62 7 \| 2 6 \| \| \| \| 2 \| \| Dušan Lajović Alex Molčan \| 6 4 \| 2 6 \| 0 6 \| \| \| 3 \| \| Nikola Ćaćić / Miomir Kecmanović Lukáš Klein / Igor Zelenay \| 64 7 \| 3 6 \| \| \| \| 4 \| \| Laslo Đere Lukáš Pokorný \| 3 4 \| \| \| ritiro \| \| 5 \| \| Dušan Lajović Lukáš Klein \| \| \| \| non giocato \| |                                                                              |                                                                              |              |     |     |             |
| |                                                                              |                                                                              | 1            | 2   | 3   |             |
| 1 | Serbia (bandiera) · Slovacchia (bandiera)                                    | Miomir Kecmanović Lukáš Klein                                                | 62 7         | 2 6 |     |             |
| 2 | Serbia (bandiera) · Slovacchia (bandiera)                                    | Dušan Lajović Alex Molčan                                                    | 6 4          | 2 6 | 0 6 |             |
| 3 | Serbia (bandiera) · Slovacchia (bandiera)                                    | Nikola Ćaćić / Miomir Kecmanović Lukáš Klein / Igor Zelenay                  | 64 7         | 3 6 |     |             |
| 4 | Serbia (bandiera) · Slovacchia (bandiera)                                    | Laslo Đere Lukáš Pokorný                                                     | 3 4          |     |     | ritiro      |
| 5 | Serbia (bandiera) · Slovacchia (bandiera)                                    | Dušan Lajović Lukáš Klein                                                    |              |     |     | non giocato |

### Croazia vs. Belgio
| Croazia 1 | Arena Varaždin, Varaždin, Croazia 3-4 febbraio 2024 Cemento (i) | Arena Varaždin, Varaždin, Croazia 3-4 febbraio 2024 Cemento (i) | Belgio 3 |     |      |             |
| \| \| \| \| 1 \| 2 \| 3 \| \| \| - \| \| ---------------------------------------------------- \| --- \| --- \| ---- \| ----------- \| \| 1 \| \| Marin Čilić Zizou Bergs \| 4 6 \| 6 4 \| 4 6 \| \| \| 2 \| \| Duje Ajduković Joris De Loore \| 6 1 \| 6 4 \| \| \| \| 3 \| \| Ivan Dodig / Mate Pavić Sander Gillé / Joran Vliegen \| 6 2 \| 3 6 \| 64 7 \| \| \| 4 \| \| Duje Ajduković Zizou Bergs \| 1 6 \| 5 7 \| \| \| \| 5 \| \| Marin Čilić Joris De Loore \| \| \| \| non giocato \| |                                                                 |                                                                 |          |     |      |             |
| |                                                                 |                                                                 | 1        | 2   | 3    |             |
| 1 | Croazia (bandiera) · Belgio (bandiera)                          | Marin Čilić Zizou Bergs                                         | 4 6      | 6 4 | 4 6  |             |
| 2 | Croazia (bandiera) · Belgio (bandiera)                          | Duje Ajduković Joris De Loore                                   | 6 1      | 6 4 |      |             |
| 3 | Croazia (bandiera) · Belgio (bandiera)                          | Ivan Dodig / Mate Pavić Sander Gillé / Joran Vliegen            | 6 2      | 3 6 | 64 7 |             |
| 4 | Croazia (bandiera) · Belgio (bandiera)                          | Duje Ajduković Zizou Bergs                                      | 1 6      | 5 7 |      |             |
| 5 | Croazia (bandiera) · Belgio (bandiera)                          | Marin Čilić Joris De Loore                                      |          |     |      | non giocato |

### Ungheria vs. Germania
| Ungheria 2 | Tatabányai Multifunkcionális Sportcsarnok, Tatabánya, Ungheria 2-3 febbraio 2024 Cemento (i) | Tatabányai Multifunkcionális Sportcsarnok, Tatabánya, Ungheria 2-3 febbraio 2024 Cemento (i) | Germania 3 |      |   |  |
| \| \| \| \| 1 \| 2 \| 3 \| \| \| - \| \| -------------------------------------------------------- \| ---- \| ---- \| - \| \| \| 1 \| \| Fábián Marozsán Dominik Koepfer \| 2 6 \| 64 7 \| \| \| \| 2 \| \| Márton Fucsovics Jan-Lennard Struff \| 6 3 \| 7 5 \| \| \| \| 3 \| \| Fábián Marozsán / Máté Valkusz Kevin Krawietz / Tim Pütz \| 3 6 \| 63 7 \| \| \| \| 4 \| \| Máté Valkusz Jan-Lennard Struff \| 3 6 \| 2 6 \| \| \| \| 5 \| \| Zsombor Piros Kevin Krawietz \| 7 62 \| 6 3 \| \| \| |                                                                                              |                                                                                              |            |      |   |  |
| |                                                                                              |                                                                                              | 1          | 2    | 3 |  |
| 1 | Ungheria (bandiera) · Germania (bandiera)                                                    | Fábián Marozsán Dominik Koepfer                                                              | 2 6        | 64 7 |   |  |
| 2 | Ungheria (bandiera) · Germania (bandiera)                                                    | Márton Fucsovics Jan-Lennard Struff                                                          | 6 3        | 7 5  |   |  |
| 3 | Ungheria (bandiera) · Germania (bandiera)                                                    | Fábián Marozsán / Máté Valkusz Kevin Krawietz / Tim Pütz                                     | 3 6        | 63 7 |   |  |
| 4 | Ungheria (bandiera) · Germania (bandiera)                                                    | Máté Valkusz Jan-Lennard Struff                                                              | 3 6        | 2 6  |   |  |
| 5 | Ungheria (bandiera) · Germania (bandiera)                                                    | Zsombor Piros Kevin Krawietz                                                                 | 7 62       | 6 3  |   |  |

### Paesi Bassi vs. Svizzera
| Paesi Bassi 3 | MartiniPlaza, Groninga, Paesi Bassi 2-3 febbraio 2024 Cemento (i) | MartiniPlaza, Groninga, Paesi Bassi 2-3 febbraio 2024 Cemento (i)     | Svizzera 2 |      |     |  |
| \| \| \| \| 1 \| 2 \| 3 \| \| \| - \| \| --------------------------------------------------------------------- \| ---- \| ---- \| --- \| \| \| 1 \| \| Tallon Griekspoor Marc-Andrea Hüsler \| 7 63 \| 7 63 \| \| \| \| 2 \| \| Botic van de Zandschulp Leandro Riedi \| 4 6 \| 63 7 \| \| \| \| 3 \| \| Wesley Koolhof / Jean-Julien Rojer Marc-Andrea Hüsler / Leandro Riedi \| 65 7 \| 62 7 \| \| \| \| 4 \| \| Tallon Griekspoor Leandro Riedi \| 7 6 \| 7 63 \| \| \| \| 5 \| \| Botic van de Zandschulp Marc-Andrea Hüsler \| 5 7 \| 7 65 \| 6 3 \| \| |                                                                   |                                                                       |            |      |     |  |
| |                                                                   |                                                                       | 1          | 2    | 3   |  |
| 1 | Paesi Bassi (bandiera) · Svizzera (bandiera)                      | Tallon Griekspoor Marc-Andrea Hüsler                                  | 7 63       | 7 63 |     |  |
| 2 | Paesi Bassi (bandiera) · Svizzera (bandiera)                      | Botic van de Zandschulp Leandro Riedi                                 | 4 6        | 63 7 |     |  |
| 3 | Paesi Bassi (bandiera) · Svizzera (bandiera)                      | Wesley Koolhof / Jean-Julien Rojer Marc-Andrea Hüsler / Leandro Riedi | 65 7       | 62 7 |     |  |
| 4 | Paesi Bassi (bandiera) · Svizzera (bandiera)                      | Tallon Griekspoor Leandro Riedi                                       | 7 6        | 7 63 |     |  |
| 5 | Paesi Bassi (bandiera) · Svizzera (bandiera)                      | Botic van de Zandschulp Marc-Andrea Hüsler                            | 5 7        | 7 65 | 6 3 |  |

### Repubblica Ceca vs. Israele
| Rep. Ceca 4 | Vitality Slezsko, Třinec, Repubblica Ceca 3-4 febbraio 2024 Cemento (i) | Vitality Slezsko, Třinec, Repubblica Ceca 3-4 febbraio 2024 Cemento (i) | Israele 0 |      |      |             |
| \| \| \| \| 1 \| 2 \| 3 \| \| \| - \| \| ----------------------------------------------------------- \| --- \| ---- \| ---- \| ----------- \| \| 1 \| \| Jakub Menšík Yshai Oliel \| 6 1 \| 7 64 \| \| \| \| 2 \| \| Jiří Lehečka Daniel Cukierman \| 6 1 \| 7 62 \| \| \| \| 3 \| \| Tomáš Macháč / Adam Pavlásek Daniel Cukierman / Edan Leshem \| 4 1 \| \| \| ritiro \| \| 4 \| \| Vít Kopřiva Orel Kimhi \| 3 6 \| 6 3 \| 11 9 \| \| \| 5 \| \| Jakub Menšík Daniel Cukierman \| \| \| \| non giocato \| |                                                                         |                                                                         |           |      |      |             |
| |                                                                         |                                                                         | 1         | 2    | 3    |             |
| 1 | Rep. Ceca (bandiera) · Israele (bandiera)                               | Jakub Menšík Yshai Oliel                                                | 6 1       | 7 64 |      |             |
| 2 | Rep. Ceca (bandiera) · Israele (bandiera)                               | Jiří Lehečka Daniel Cukierman                                           | 6 1       | 7 62 |      |             |
| 3 | Rep. Ceca (bandiera) · Israele (bandiera)                               | Tomáš Macháč / Adam Pavlásek Daniel Cukierman / Edan Leshem             | 4 1       |      |      | ritiro      |
| 4 | Rep. Ceca (bandiera) · Israele (bandiera)                               | Vít Kopřiva Orel Kimhi                                                  | 3 6       | 6 3  | 11 9 |             |
| 5 | Rep. Ceca (bandiera) · Israele (bandiera)                               | Jakub Menšík Daniel Cukierman                                           |           |      |      | non giocato |

### Ucraina vs. Stati Uniti
| Ucraina 0 | SEB Arena, Vilnius, Lituania 1-2 febbraio 2024 Cemento (i) | SEB Arena, Vilnius, Lituania 1-2 febbraio 2024 Cemento (i)       | Stati Uniti 4 |      |     |             |
| \| \| \| \| 1 \| 2 \| 3 \| \| \| - \| \| ---------------------------------------------------------------- \| --- \| ---- \| --- \| ----------- \| \| 1 \| \| Oleksii Krutykh Sebastian Korda \| 3 6 \| 7 63 \| 4 6 \| \| \| 2 \| \| Vjačeslav Bielins'kyj Christopher Eubanks \| 3 6 \| 2 6 \| \| \| \| 3 \| \| Illja Beloborodko / Oleksii Krutykh Austin Krajicek / Rajeev Ram \| 3 6 \| 6 4 \| 3 6 \| \| \| 4 \| \| Vladyslav Orlov Taylor Fritz \| 3 6 \| 4 6 \| \| \| \| 5 \| \| Vjačeslav Bielins'kyj Sebastian Korda \| \| \| \| non giocato \| |                                                            |                                                                  |               |      |     |             |
| |                                                            |                                                                  | 1             | 2    | 3   |             |
| 1 | Ucraina (bandiera) · Stati Uniti (bandiera)                | Oleksii Krutykh Sebastian Korda                                  | 3 6           | 7 63 | 4 6 |             |
| 2 | Ucraina (bandiera) · Stati Uniti (bandiera)                | Vjačeslav Bielins'kyj Christopher Eubanks                        | 3 6           | 2 6  |     |             |
| 3 | Ucraina (bandiera) · Stati Uniti (bandiera)                | Illja Beloborodko / Oleksii Krutykh Austin Krajicek / Rajeev Ram | 3 6           | 6 4  | 3 6 |             |
| 4 | Ucraina (bandiera) · Stati Uniti (bandiera)                | Vladyslav Orlov Taylor Fritz                                     | 3 6           | 4 6  |     |             |
| 5 | Ucraina (bandiera) · Stati Uniti (bandiera)                | Vjačeslav Bielins'kyj Sebastian Korda                            |               |      |     | non giocato |

### Finlandia vs. Portogallo
| Finlandia 3 | Gatorade Center, Turku, Finlandia 2-3 febbraio 2024 Cemento (i) | Gatorade Center, Turku, Finlandia 2-3 febbraio 2024 Cemento (i)   | Portogallo 1 |     |   |             |
| \| \| \| \| 1 \| 2 \| 3 \| \| \| - \| \| ----------------------------------------------------------------- \| --- \| --- \| - \| ----------- \| \| 1 \| \| Otto Virtanen Nuno Borges \| 6 2 \| 6 1 \| \| \| \| 2 \| \| Emil Ruusuvuori João Sousa \| 6 2 \| 6 3 \| \| \| \| 3 \| \| Harri Heliövaara / Emil Ruusuvuori Nuno Borges / Francisco Cabral \| 6 4 \| 7 6 \| \| \| \| 4 \| \| Eero Vasa Henrique Rocha \| 4 6 \| 5 7 \| \| \| \| 5 \| \| Otto Virtanen João Sousa \| \| \| \| non giocato \| |                                                                 |                                                                   |              |     |   |             |
| |                                                                 |                                                                   | 1            | 2   | 3 |             |
| 1 | Finlandia (bandiera) · Portogallo (bandiera)                    | Otto Virtanen Nuno Borges                                         | 6 2          | 6 1 |   |             |
| 2 | Finlandia (bandiera) · Portogallo (bandiera)                    | Emil Ruusuvuori João Sousa                                        | 6 2          | 6 3 |   |             |
| 3 | Finlandia (bandiera) · Portogallo (bandiera)                    | Harri Heliövaara / Emil Ruusuvuori Nuno Borges / Francisco Cabral | 6 4          | 7 6 |   |             |
| 4 | Finlandia (bandiera) · Portogallo (bandiera)                    | Eero Vasa Henrique Rocha                                          | 4 6          | 5 7 |   |             |
| 5 | Finlandia (bandiera) · Portogallo (bandiera)                    | Otto Virtanen João Sousa                                          |              |     |   | non giocato |

### Taipei Cinese vs. Francia
| Taipei cinese 0 | Taipei Tennis Center, Taipei, Taiwan 3-4 febbraio 2024 Cemento (i) | Taipei Tennis Center, Taipei, Taiwan 3-4 febbraio 2024 Cemento (i) | Francia 4 |      |      |             |
| \| \| \| \| 1 \| 2 \| 3 \| \| \| - \| \| ---------------------------------------------------------------- \| --- \| ---- \| ---- \| ----------- \| \| 1 \| \| Hsu Yu-hsiou Luca Van Assche \| 4 6 \| 4 6 \| \| \| \| 2 \| \| Wu Tung-lin Adrian Mannarino \| 3 6 \| 5 7 \| \| \| \| 3 \| \| Hsu Yu-hsiou / Jason Jung Nicolas Mahut / Édouard Roger-Vasselin \| 6 3 \| 2 6 \| 61 7 \| \| \| 4 \| \| Tseng Chun-hsin Quentin Halys \| 3 6 \| 63 7 \| \| \| \| 5 \| \| Wu Tung-lin Luca Van Assche \| \| \| \| non giocato \| |                                                                    |                                                                    |           |      |      |             |
| |                                                                    |                                                                    | 1         | 2    | 3    |             |
| 1 | Taipei cinese (bandiera) · Francia (bandiera)                      | Hsu Yu-hsiou Luca Van Assche                                       | 4 6       | 4 6  |      |             |
| 2 | Taipei cinese (bandiera) · Francia (bandiera)                      | Wu Tung-lin Adrian Mannarino                                       | 3 6       | 5 7  |      |             |
| 3 | Taipei cinese (bandiera) · Francia (bandiera)                      | Hsu Yu-hsiou / Jason Jung Nicolas Mahut / Édouard Roger-Vasselin   | 6 3       | 2 6  | 61 7 |             |
| 4 | Taipei cinese (bandiera) · Francia (bandiera)                      | Tseng Chun-hsin Quentin Halys                                      | 3 6       | 63 7 |      |             |
| 5 | Taipei cinese (bandiera) · Francia (bandiera)                      | Wu Tung-lin Luca Van Assche                                        |           |      |      | non giocato |

### Argentina vs Kazakistan
| Argentina 3 | Jockey Club de Rosario, Rosario, Argentina 3-4 febbraio 2024 Terra Rossa | Jockey Club de Rosario, Rosario, Argentina 3-4 febbraio 2024 Terra Rossa | Kazakistan 2 |     |     |  |
| \| \| \| \| 1 \| 2 \| 3 \| \| \| - \| \| --------------------------------------------------------------------- \| ---- \| --- \| --- \| \| \| 1 \| \| Francisco Cerúndolo Dmitrij Popko \| 7 5 \| 6 2 \| \| \| \| 2 \| \| Tomás Martín Etcheverry Timofej Skatov \| 4 6 \| 5 7 \| \| \| \| 3 \| \| Máximo González / Andrés Molteni Oleksandr Nedovjesov / Dmitrij Popko \| 63 7 \| 6 4 \| 6 0 \| \| \| 4 \| \| Francisco Cerúndolo Timofej Skatov \| 61 7 \| 4 6 \| \| \| \| 5 \| \| Sebastián Báez Dmitrij Popko \| 6 4 \| 3 6 \| 7 6 \| \| |                                                                          |                                                                          |              |     |     |  |
| |                                                                          |                                                                          | 1            | 2   | 3   |  |
| 1 | Argentina (bandiera) · Kazakistan (bandiera)                             | Francisco Cerúndolo Dmitrij Popko                                        | 7 5          | 6 2 |     |  |
| 2 | Argentina (bandiera) · Kazakistan (bandiera)                             | Tomás Martín Etcheverry Timofej Skatov                                   | 4 6          | 5 7 |     |  |
| 3 | Argentina (bandiera) · Kazakistan (bandiera)                             | Máximo González / Andrés Molteni Oleksandr Nedovjesov / Dmitrij Popko    | 63 7         | 6 4 | 6 0 |  |
| 4 | Argentina (bandiera) · Kazakistan (bandiera)                             | Francisco Cerúndolo Timofej Skatov                                       | 61 7         | 4 6 |     |  |
| 5 | Argentina (bandiera) · Kazakistan (bandiera)                             | Sebastián Báez Dmitrij Popko                                             | 6 4          | 3 6 | 7 6 |  |

### Svezia vs Brasile
| Svezia 1 | Helsingborg Arena, Helsingborg, Svezia 2-3 febbraio 2024 Cemento (i) | Helsingborg Arena, Helsingborg, Svezia 2-3 febbraio 2024 Cemento (i) | Brasile 3 |      |     |             |
| \| \| \| \| 1 \| 2 \| 3 \| \| \| - \| \| -------------------------------------------------------------------- \| --- \| ---- \| --- \| ----------- \| \| 1 \| \| Karl Friberg Thiago Monteiro \| 3 6 \| 65 7 \| \| \| \| 2 \| \| Elias Ymer Gustavo Heide \| 4 6 \| 6 1 \| 6 3 \| \| \| 3 \| \| Filip Bergevi / André Göransson Rafael Matos / Felipe Meligeni Alves \| 2 6 \| 5 7 \| \| \| \| 4 \| \| Elias Ymer Thiago Monteiro \| 6 4 \| 4 6 \| 2 6 \| \| \| 5 \| \| Karl Friberg Gustavo Heide \| \| \| \| non giocato \| |                                                                      |                                                                      |           |      |     |             |
| |                                                                      |                                                                      | 1         | 2    | 3   |             |
| 1 | Svezia (bandiera) · Brasile (bandiera)                               | Karl Friberg Thiago Monteiro                                         | 3 6       | 65 7 |     |             |
| 2 | Svezia (bandiera) · Brasile (bandiera)                               | Elias Ymer Gustavo Heide                                             | 4 6       | 6 1  | 6 3 |             |
| 3 | Svezia (bandiera) · Brasile (bandiera)                               | Filip Bergevi / André Göransson Rafael Matos / Felipe Meligeni Alves | 2 6       | 5 7  |     |             |
| 4 | Svezia (bandiera) · Brasile (bandiera)                               | Elias Ymer Thiago Monteiro                                           | 6 4       | 4 6  | 2 6 |             |
| 5 | Svezia (bandiera) · Brasile (bandiera)                               | Karl Friberg Gustavo Heide                                           |           |      |     | non giocato |

### Cile vs. Perù
| Cile 3 | Stadio Nazionale del Cile, Santiago del Cile, Cile 3-4 febbraio 2024 Cemento | Stadio Nazionale del Cile, Santiago del Cile, Cile 3-4 febbraio 2024 Cemento                    | Perù 2 |     |     |  |
| \| \| \| \| 1 \| 2 \| 3 \| \| \| - \| \| ----------------------------------------------------------------------------------------------- \| --- \| --- \| --- \| \| \| 1 \| \| Alejandro Tabilo Juan Pablo Varillas \| 4 6 \| 6 2 \| 6 1 \| \| \| 2 \| \| Nicolás Jarry Ignacio Buse \| 2 6 \| 6 2 \| 3 6 \| \| \| 3 \| \| Marcelo Tomás Barrios Vera / Alejandro Tabilo Arklon Huertas del Pino / Conner Huertas del Pino \| 5 7 \| 3 6 \| \| \| \| 4 \| \| Nicolás Jarry Juan Pablo Varillas \| 6 2 \| 6 4 \| \| \| \| 5 \| \| Alejandro Tabilo Ignacio Buse \| 2 6 \| 6 3 \| 6 2 \| \| |                                                                              |                                                                                                 |        |     |     |  |
| |                                                                              |                                                                                                 | 1      | 2   | 3   |  |
| 1 | Cile (bandiera) · Perù (bandiera)                                            | Alejandro Tabilo Juan Pablo Varillas                                                            | 4 6    | 6 2 | 6 1 |  |
| 2 | Cile (bandiera) · Perù (bandiera)                                            | Nicolás Jarry Ignacio Buse                                                                      | 2 6    | 6 2 | 3 6 |  |
| 3 | Cile (bandiera) · Perù (bandiera)                                            | Marcelo Tomás Barrios Vera / Alejandro Tabilo Arklon Huertas del Pino / Conner Huertas del Pino | 5 7    | 3 6 |     |  |
| 4 | Cile (bandiera) · Perù (bandiera)                                            | Nicolás Jarry Juan Pablo Varillas                                                               | 6 2    | 6 4 |     |  |
| 5 | Cile (bandiera) · Perù (bandiera)                                            | Alejandro Tabilo Ignacio Buse                                                                   | 2 6    | 6 3 | 6 2 |  |